# Provincie Lucca
Lucca (Provincia di Lucca) je provincie v oblasti Toskánsko. Sousedí na západě s provincií Massa-Carrara, na severu s provinciemi Reggio Emilia a Modena, na východě s provincií Pistoia a Firenze a na jihu s provincií Pisa. Na západě její břehy omývá Tyrrhenské moře.
Mimo samotného města Lucca leží na pobřeží města Viareggio, Camaiore, Pietrasanta a Forte dei Marmi.

## Okolní provincie
| Růžice kompasu | Massa-Carrara   | Reggio Emilia | Modena  | Růžice kompasu |
| Růžice kompasu |                 | Sever         | Pistoia | Růžice kompasu |
| Růžice kompasu | Provincie Lucca |               | Pistoia | Růžice kompasu |
| Růžice kompasu | Jih             |               | Pistoia | Růžice kompasu |
| Růžice kompasu |                 | Pisa          | Firenze | Růžice kompasu |